# Jerry Grossman
Jerry Grossman   (Cambridge, 15 de desembre de 1950) és un violoncel·lista estatunidenc.
Grossman va estudiar violoncel amb David Soyer i música de cambra amb els altres membres del Guarneri String Quartet, Arnold Steinhardt, John Dalley i Michael Tree al Curtis Institute of Music. Altres professors seus van ser Harvey Sapiro, Judith Davidoff, Joan Esch i Benjamin Zander. Del 1974 al 1976 va ser membre de l'Orquestra Filharmònica de Nova York, del 1984 al 1986 de l'Orquestra Simfònica de Chicago.
Ha actuat amb el conjunt Speculum Musicae i convidat amb el Guarneri, Vermeer i Emerson String Quartet i és membre fundador del Chicago String Quartet i els Chicago Chamber Musicians.
Jerry Grossman és el violoncel·lista principal de la Metropolitan Opera Orchestra des de 1986. Ha actuat en recitals i amb orquestres simfòniques i conjunts de cambra arreu dels Estats Units. El seu aclamat debut a Nova York al Metropolitan Museum of Art va ser seguit per l'estrena nord-americana de la Sonata per a violoncel de Kurt Weill de 1920, que va portar a gravar aquest treball, així com obres de Dohnanyi, Prokofiev, Bartok i Kodaly per a "Nonesuch Records". La seva gravació d'obres per a violoncel de Victor Herbert està disponible a "New World Records". Ha aparegut com a solista al Carnegie Hall i en gires nacionals i europees amb la Met Orchestra amb James Levine interpretant Don Quixote de Richard Strauss. L'actuació també ha estat gravada per a "Deutsche Grammophon".